# Gerhard Schliepstein
Gerhard Schliepstein (* 21. Oktober 1886 in Braunschweig; † 3. September 1963 in Berlin) war ein deutscher Bildhauer und Designer v. a. des Art déco sowie Porzellan-Modelleur.

## Leben und Werk
Gerhard Schliepstein war der Sohn des Kaufmanns Adolf Schliepstein. Nach der Volksschule und der Oberrealschule, absolvierte er eine vierjährige Bildhauerlehre bei dem Braunschweiger Hofbildhauer Wilhelm Bayern. Anschließend ging er 1907 an die Hochschule für bildende Künste nach Berlin. Nach dem Studium arbeitete er zunächst als freischaffender Künstler in Berlin-Friedenau und entwarf ab 1911 zunächst naturalistische Porzellanfiguren, die in der Königlichen Porzellan-Manufaktur Berlin (KPM) ausgefertigt wurden. Außer für KPM arbeitete er in der Folgezeit auch für die Schwarzburger Werkstätten für Porzellankunst in Unterweißbach, die Porzellanfabriken Gebrüder Heubach in Lichte und für die Manufaktur von Schierholz in Plaue.
Schliepstein arbeitete hauptsächlich in Porzellan und seltener in Bronze und Alabaster. Darüber hinaus fertigte er Grabskulpturen, Gedenktafeln, Baukeramik und Plastiken. Bis Mitte der 1920er Jahre waren seine Entwürfe vorwiegend von naturalistischen Tierdarstellungen bestimmt. Porzellanfiguren aus dieser Zeit zeigen deutliche Anlehnungen an den späten Wiener Jugendstil der Porzellanmanufaktur Augarten. Durch die Zusammenarbeit mit Max Schneider, dem Leiter der Kunstabteilung der Philipp Rosenthal AG, wurde Schliepstein ab Mitte der 1920er Jahre ermutigt, expressionistische Plastiken mit einer Weißglasur und deutlichen Reduktion der Staffage zu entwerfen. Schneider gelang es, Schliepstein exklusiv an Rosenthal zu binden. Von 1925 bis 1937 war er für die Kunstabteilungen  des Unternehmens in Selb und Bahnhof Selb tätig. Er entwarf für Rosenthal in dieser Zeit 62 Modelle, vorwiegend moderne Ausdrucksplastik. Seine Arbeiten für Rosenthal wurden ab 1925 auf der Leipziger Messe ausgestellt. Die schlanken, eleganten Figuren aus dieser Zeit vereinen Stilmerkmale des Expressionismus, der Neuen Sachlichkeit mit der Eleganz gotischer Figuren.
Nach Müller, nahm Schliepstein unter den für Rosenthal tätigen Künstlern eine „ganz besonders herausragende Stellung ein“. Zu Beginn seines Schaffens „noch tief im realistischen Naturalismus“ befindlich, entwickelte er sich zwischen 1924 und 1929 schließlich zum „Symboliker“ weiter. 1924 bezeichnet er als Schliepsteins „fruchtbarstes Jahr“. Zwischen 1924 und 1927 glaubt Müller eine „schöpferische Pause“ zu erkennen, die sich zum Beispiel in der „plastisch ziemlich belanglose[n] Ausformung“ der vier „Jahreszeiten“ manifestiert, aber im selben Jahr durch die Gruppe „Musik“ einen „bisher unerreichten Höhepunkt“ erfährt. 1929 wurde Schliepstein vom künstlerischen Leiter der Porzellanmanufaktur Meißen, Max Adolf Pfeiffer, öffentlich der Vorwurf gemacht, dass seine 1929 vorgestellte Figur Verklärung ein spiegelbildliches Plagiat der 1927 von Richard Langers Figur Madonna darstellt. Pfeiffer forderte Rosenthal zur Rücknahme der Figur Verklärung auf.
In den 1930er Jahren wandte sich Schliepstein von den progressiven Entwürfen ab. Dem Zeitgeist folgend, dominieren ab Mitte der 1930er Jahre bunt staffierte, bodenständige, künstlerisch eher anspruchslosere Figurenentwürfe. Von 1926 bis 1945 arbeitete Schliepstein mit dem Bildhauer Fritz Bernuth in einem gemeinsamen Atelier. Das Atelier wurde 1941 bei einem Luftangriff zerstört und Schliepstein verlegte seinen Wohnsitz nach Bansin. Nach dem Ende des Zweiten Weltkrieges kehrte er nach Berlin zurück. Einige seiner Entwürfe aus den 1930er Jahren wurden auch nach dem Krieg bis Ende der 1950er Jahre produziert.
Bekannt ist Schliepstein neben seinen Tierskulpturen aber auch für Büsten, z. B. von den Schauspielern Alfred Abel und Eduard von Winterstein, sowie abstrakte Personendarstellungen. Erhalten sind ebenfalls einige von ihm entworfene Möbel, Uhrengehäuse, Lampenfüße, Schreibtischgarnituren sowie Ölgemälde.
Schliepsteins Werke sind heute in zahlreichen Museen ausgestellt, unter anderem im Porzellanikon in Selb, im Bröhan-Museum in Berlin oder Museum of Applied Arts and Sciences in Sydney. Auf internationalen Kunstauktionen erzielen seine Bronzearbeiten und expressionistischen Porzellanfiguren Erlöse von mehreren tausend Euro.

## Werke (Auswahl)

### Bauplastik

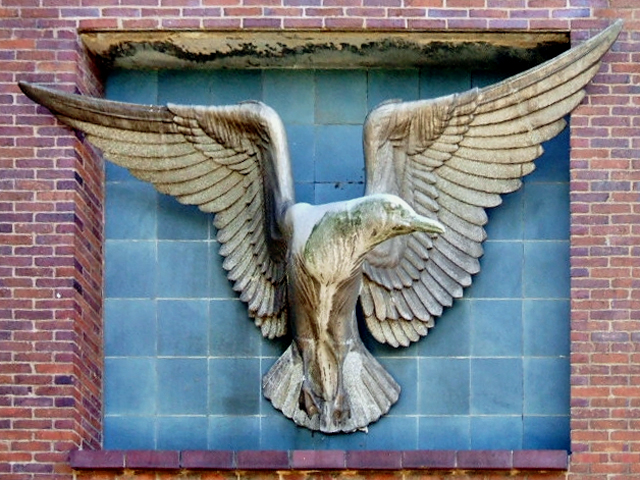
Flügelschlagende Möwe, Marinelazarett Stralsund (heute Krankenhaus am Sund)

- Grabmal Kornagel, Südfriedhof Leipzig, 1918
- Portal (Steinzeug) des evangelischen Gemeindehauses Ostpreußendamm 64, Berlin-Lichterfelde, 1925
- Goethekopf für eine Schule in Berlin-Tempelhof[8]
- Wandskulptur Flügelschlagende Möwe, Zinkguss, Marinelazarett an der Großen Parower Straße, Stralsund, 1938[10]

### Porzellanentwürfe
- Der Zeichenunterricht, Gebr. Heubach, Lichte, um 1910
- Bär, Känguruh, Nachtreiher, 1921/22
- Phantasie, KPM, 1924
- Leuchter Hockende, KPM, 1924
- Uhr mit Mähnenschafen, (fälschlich oft als Steinbockuhr oder Mähnenschafuhr bezeichnet[11]), 1925
- Die Badende, Meißner Ofen- und Porzellanfabrik, vorm. C. Teichert, 1925
- Musik, Philipp Rosenthal AG, Kunstabteilung, Selb, 1927
- Verklärung, Philipp Rosenthal AG, Kunstabteilung, Bahnhof Selb, 1928
- Beethoven-Maske, Philipp Rosenthal AG, Kunstabteilung, Bahnhof Selb, 1928
- Frühling, Sommer, Herbst und Winter, Philipp Rosenthal AG, Kunstabteilung, Bahnhof Selb, 1928
- Windhunde, Philipp Rosenthal AG, 1930
- Sitzende, Philipp Rosenthal AG, 1932
- Schwimmerin, Philipp Rosenthal AG, 1933
- Quelle, Philipp Rosenthal AG, 1935

### Bronzeplastik
- Leda mit dem Schwan, Hessische Kunstanstalt Carl George, Altmorschen
- Mandolinenspielerin, 1920
- Flüchtende Rehe, 1924
- Prinz und Prinzessin, 1925 (Gießerei Noack, Berlin)
- Badende, 1935